# Cortyta ruficolora
Cortyta ruficolora là một loài bướm đêm trong họ Erebidae.